# ماثيو بيرد (لاعب كرة قدم)
ماثيو بيرد (بالإنجليزية: Matthew Bird)‏ (31 أكتوبر 1990 في المملكة المتحدة - ) هو لاعب كرة قدم بريطاني في مركز الدفاع. لعب مع غريمسبي تاون وفريكلي أثلتيك ‏ ونادي جوول ‏ ونادي بوسطن يونايتد.

## وصلات خارجية
- ماثيو بيرد على موقع قاعدة بيانات كرة القدم.إي يو (الإنجليزية)
- ماثيو بيرد على موقع Soccerbase.com (لاعب) (الإنجليزية)